# Chrysobothris musae
Chrysobothris musae es una especie de escarabajo del género Chrysobothris, familia Buprestidae. Fue descrita científicamente por Théry en 1904.